# San Pedrito Alpuyeca
San Pedrito Alpuyeca es una localidad de México localizada en el municipio de Tula de Allende en el estado de Hidalgo.

## Geografía
Se encuentra en la región geográfica del Valle del Mezquital. Le corresponden las coordenadas geográficas 20° 02’ 34.802” de latitud norte y 99° 19’ 15.479” de longitud oeste, con una altitud de 2067 m s. n. m. Cuenta con un clima semiseco templado.
En cuanto a fisiografía se encuentra en la provincia de la Eje Neovolcánico, dentro de la subprovincia de subprovincia de Llanuras y Sierras de Querétaro e Hidalgo; su terreno es de lomerío. En lo que respecta a la hidrografía se encuentra posicionado en la región del Pánuco, dentro de la cuenca del río Moctezuma, en la subcuenca del río Tula.

## Demografía
En 2020 registró una población de 1069 personas, lo que corresponde al 0.93 % de la población municipal. De los cuales 507 son hombres y 562 son mujeres.
| Gráfica de evolución demográfica de San Pedrito Alpuyeca entre 1900 y 2020                   |
|                                                                                              |
| Población de los censos y conteos del Instituto Nacional de Estadística y Geografía (INEGI). |